# Kongobatha papua
Kongobatha papua är en bönsyrseart som beskrevs av Max Beier 1965. Kongobatha papua ingår i släktet Kongobatha och familjen Iridopterygidae. Inga underarter finns listade i Catalogue of Life.